# Сабатье, Луи-Огюст
Луи-Огю́ст Сабатье́ (фр. Louis-Auguste Sabatier; 22 октября 1839 — 12 апреля 1901) — французский протестантский богослов.

## Биография
Был доцентом в Страсбурге, в 1873 году перешёл в Париж профессором вновь учреждённого протестантского богословского факультета. В своих теологических работах, исходя из убеждения о возможности осмысления христианских доктрины как результата последовательных процессов символизации индивидуальных и коллективных религиозных переживаний, развивал концепцию необходимости радикальной интерпретации библейских текстов при помощи методов исторического критицизма.  Номинирован на Нобелевскую премию по литературе в 1901 году историком Габриэлем Моно с мотивацией «за наброски по философии религии, основанной на психологии и истории» («англ. Outlines of a philosophy of religion based on psychology and history»). Оказал влияние на становление либеральной теологии в протестантизме и модернистских тенденций в католицизме.

## Труды
- «Le témoignage ed Jésus Christ sur sa personne» (1863).
- «Essai sur les sources de la vie de Jésus» (1866).
- «Jésus de Nazareth, le drame de sa vie, la grandeur de sa personne» (1867).
- «Vapôtre Paul, esquisse d’une histoire de sa pensée» (1870).
- «Guillaume le Taciturne» (1872).
- «De l’influence des femmes sur la littérature française» (1873).
- «Le canon du Nouveau Testament» (1877).
- «La notion hébraïque de l’esprit» (1879).
- «De l’ordre des livres canoniques dans l’Ancie Testament» (1887).
- «De l’origine du péché dans la théologie de l’apôtre Paul» (1887).
- «Les origines littéraires et la composition de l’Apocalypse de saint Jean» (1888).
- «De la vie intime des dogmes» (1889).
- «L'évangile de Pierre et les évangiles» (1893).